# Neosho Falls
Neosho Falls är en ort i Woodson County i Kansas. Vid 2020 års folkräkning hade Neosho Falls 134 invånare.